# Melancolía en el pasado

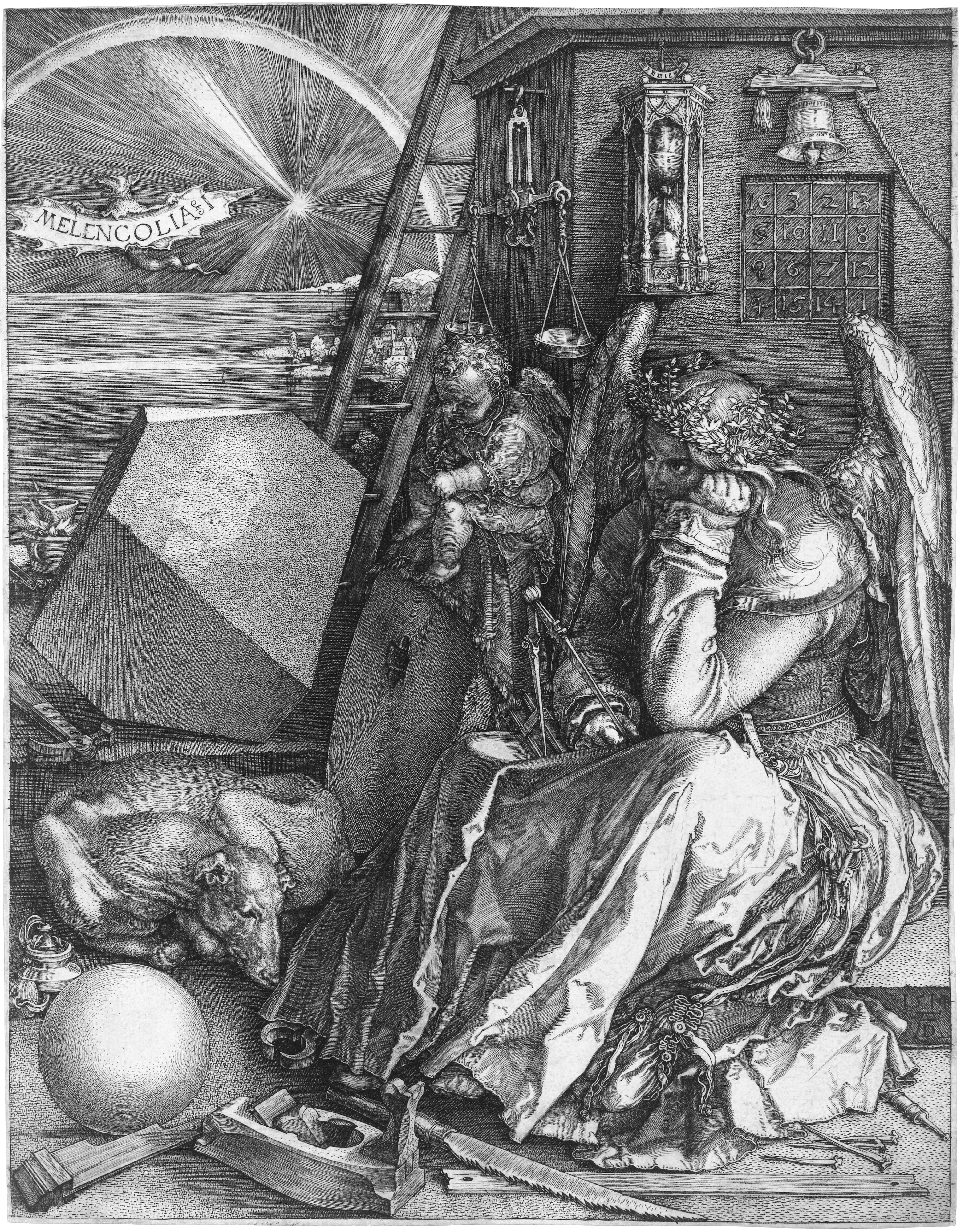
Melancolia I de Alberto Durero, 1514

La bilis negra, también lúgubre, del latín lugere, lamentar; morosidad, del latín morosus, obstinado, hábito fastidioso; nostalgia o saturnino, era un concepto en la medicina antigua y premoderna.  La melancolía fue uno de los cuatro temperamentos que coinciden con los cuatro humores.  En el siglo XIX, la melancolía podía ser tanto física como mental, mientras que las condiciones melancólicas eran clasificadas más por una causa común que por sus propiedades.

## Historia

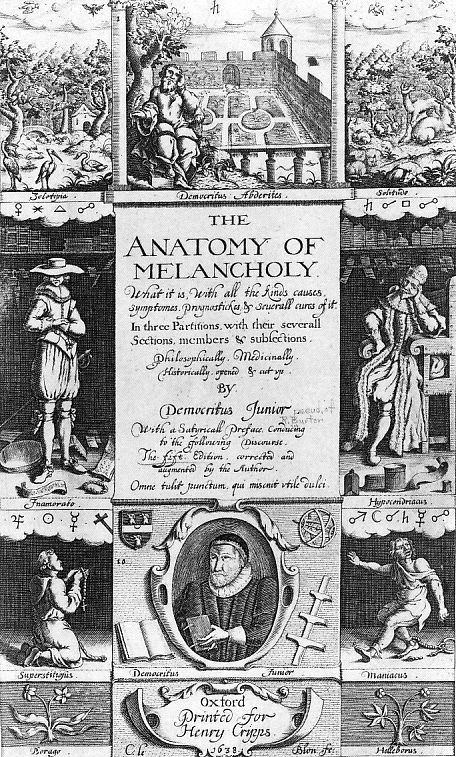
Portada de la edición de 1638 de La anatomía de la melancolía.

El nombre de "melancolía" procede de una creencia médica antigua, la de los cuatro humores la cual afirmaba que la enfermedad o dolencia era causada por un desequilibrio en uno u otro de los cuatro líquidos corporales básicos o "humores". Los tipos de personalidad se determinaban de manera similar basados en el humor supuestamente predominante en una persona en particular. Según Hipócrates y la tradición subsecuente, la melancolía era causada por un exceso de bilis negra, de ahí proviene el nombre, que significa " la bilis negra", del griego antiguo μέλας (melas), "oscuro, negro", y χολή (kholé), "bilis"; una persona cuya constitución tendía a tener una preponderancia de la bilis negra tendría una predisposición "melancólica". En la elaborada y compleja elaboración de la teoría de los humores, esta se asociaba con la tierra en el conjunto de los Cuatro Elementos, con la temporada del otoño, con el bazo como órgano de origen, y como cualidades relacionadas serían fríos y secos. En la astrología se hallarían bajo la influencia de Saturno, de ahí surge el adjetivo relacionado "saturnino".
La melancolía se describió como una enfermedad con determinados síntomas mentales y físicos en los siglos V y IV a. C. Hipócrates, en sus Aforismos, caracterizó todos los "miedos y desalientos, si duraban mucho tiempo" como síntomas de la melancolía. Cuando un paciente no podía ser curado de la enfermedad, se pensaba que la melancolía era resultado de una posesión demoniaca.
En el contexto religioso medieval no se incluye con los siete pecados capitales; Dante la define como "el fracaso de amar a Dios con todo el corazón, la mente y con toda el alma". Tomás de Aquino describe la pereza como "un dolor opresivo, el cual pesa en la mente del hombre, que no quiere hacer nada".
En sus estudios de la cultura cortesana francesa y borgoñona, Johan Huizinga hace notar que "al final de la Edad Media, una melancolía sombría pesaba sobre las almas de las personas". En las crónicas, poemas, sermones, incluso en documentos legales, una inmensa tristeza, una nota de desesperación y un sentido de moda del sufrimiento y la delicuescencia en la proximidad del fin de los tiempos, baña a poetas de la corte y a cronistas por igual: Huizinga cita casos en las baladas de Eustache Deschamps, variaciones monótonas y melancólicas de la misma "temática triste", así como en el prólogo a su crónica de Borgoña de Georges Chastellain y en la poesía a finales del siglo XV de Jean Meschinot. Las ideas de la reflexión y el funcionamiento de la imaginación se mezclan con el término merencolie encarnando para los contemporáneos como "una tendencia", señala Huizinga, "para identificar todas ocupaciones serias de la mente relacionadas con la tristeza".
Los pintores fueron considerados por Vasari y otros escritores como especialmente propensos a la melancolía debido a la naturaleza de su trabajo, a veces con buenos efectos para su arte en un aumento de la sensibilidad y el uso de la fantasía. Entre sus contemporáneos caracterizados así por Vasari estuvieron Pontormo y Parmigianino, pero él no utiliza el término con Miguel Ángel, que lo utilizó, tal vez no muy en serio, para sí mismo.  Un famoso grabado alegórico de Alberto Durero fue titulado Melancolía I. Este grabado se ha interpretado como que retrata la melancolía como el estado de espera de la inspiración, y no necesariamente como una afección depresiva. Entre otros símbolos alegóricos, el cuadro incluye un cuadro mágico y un romboedro truncado. La imagen en cuestión a su vez inspiró un pasaje en La ciudad de la noche pavorosa de James Thomson (B.V.), y unos años más tarde, un soneto de Edward Dowden.
El tratamiento más expandido de la melancolía pertenece a Robert Burton, en cuya La anatomía de la melancolía (1621) trata el tema desde el punto de vista literario y desde la perspectiva médica. Burton escribió en el siglo XVII que la música y la danza eran esenciales para el tratamiento de las enfermedades mentales, especialmente la melancolía.

Pero para salir de todos los discursos declamatorios en alabanza de la música divina, me limitaré a mi tema apropiadamente: además del excelente poder que tiene para expulsar a muchas otras enfermedades, es un remedio soberano contra la desesperación y la melancolía, y expulsara al mismísimo diablo. Cano, un violinista de Rodas, en Filóstrato, cuando Apolonio quiso saber qué podía hacer con su flauta, le dijo: "Que haría alegre a un hombre melancólico, y a quien estaba alegre mucho más alegre que antes, a un amante más enamorado, a un hombre religioso más devoto". Se dice que Ismenias el Tebano y Quirón el centauro, curaron esta y muchas otras enfermedades solamente con música: como ahora lo hacen, dice Bodine, aquellos que están perturbados con el baile de San Vito.

En L'Encyclopédie de Diderot y d'Alembert, las causas de la melancolía son declaradas como similares a las que causan manía: “pena, dolores del espíritu, pasiones, así como todos los apetitos amorosos y sexuales que quedan insatisfechos".

## Culto

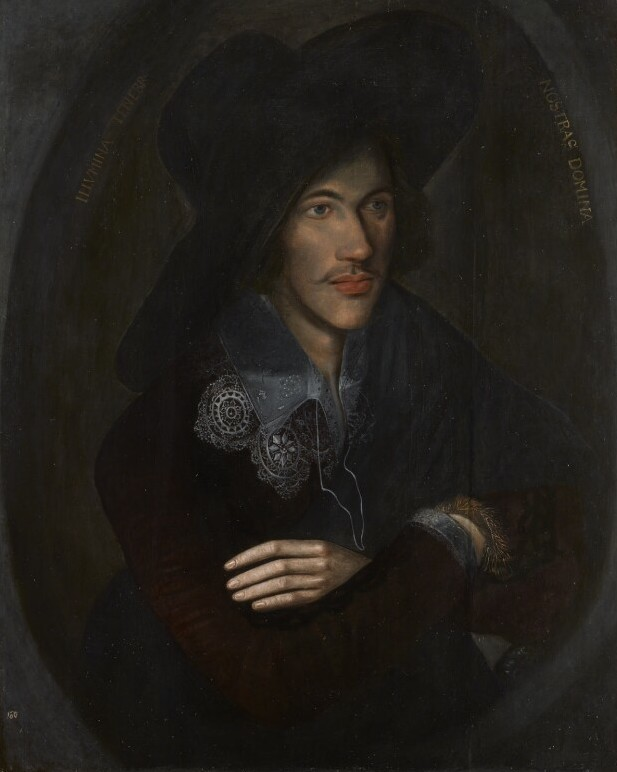
El joven John Donne, la figura a la moda de la melancolía en la época jacobina.

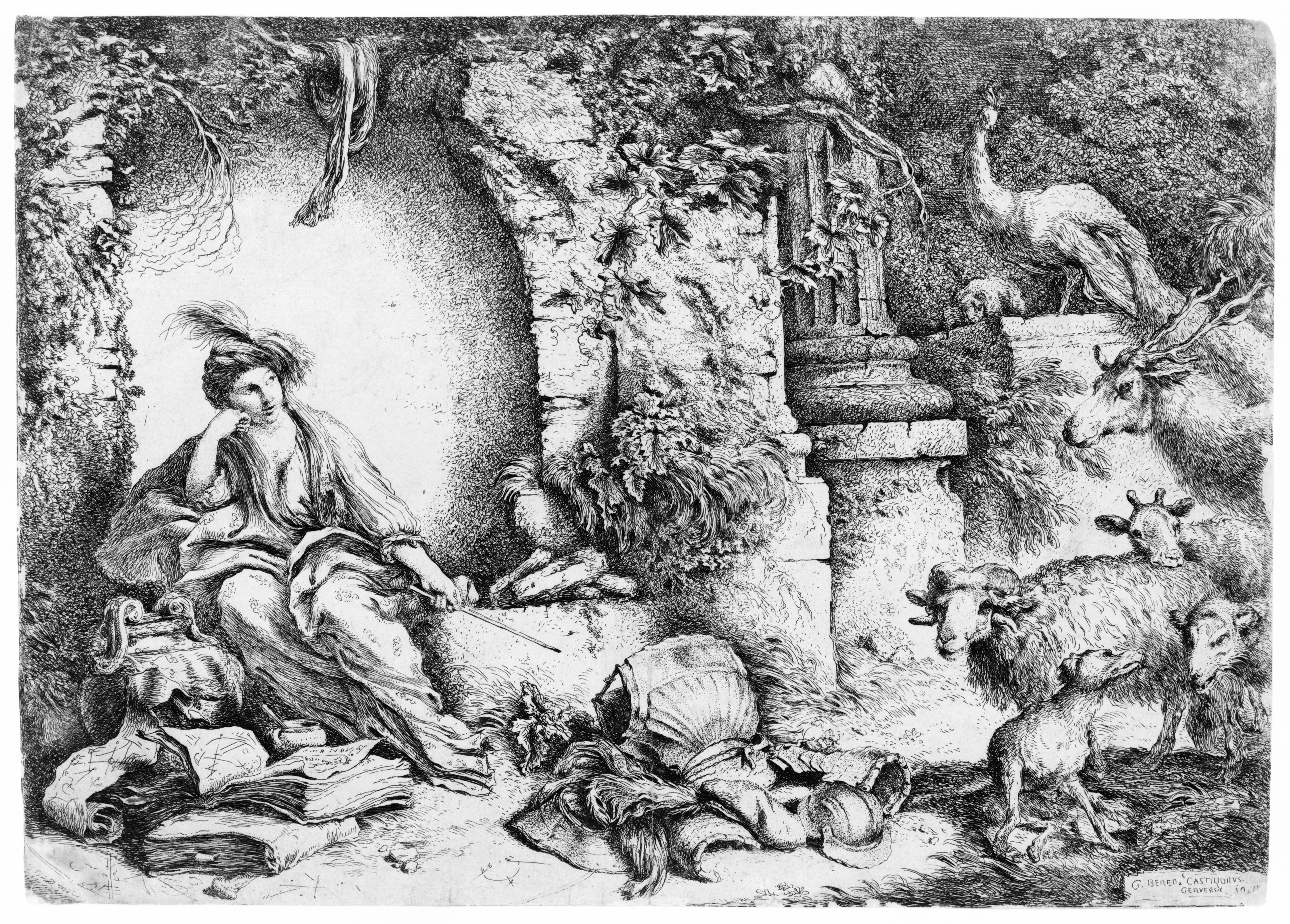
Melancolía, aguafuerte de Giovanni Benedetto Castiglione, década de 1640.

Durante los años finales del siglo XVI y principios del siglo XVII, surgió en Inglaterra un curioso culto cultural y literario a la melancolía. En un influyente ensayo en la revista Apollo de 1964, el historiador de arte Roy Strong rastreó los orígenes de esta famosa melancolía hasta el pensamiento del popular neoplatonista y humanista Marsilio Ficino (1433–1499), quien sustituyó la noción medieval de la melancolía con algo nuevo: 

Ficino transformó lo que se había considerado hasta ahora como el más calamitoso de todos los humores en la marca del genio. No es de extrañar que con el tiempo las actitudes de la melancolía pronto se convirtieran en un complemento indispensable para todos aquellos con pretensiones artísticas o intelectuales.

“La Anatomía de la Melancolía (The Anatomy of Melancholy, What it is: With all the Kinds, Causes, Symptomes, Prognostickes, and Several Cures of it... Philosophically, Medicinally, Historically, Opened and Cut Up) por Burton, publicado por primera vez en 1621, sigue siendo un monumento literario que define a esta moda. Otro gran autor inglés, Thomas Browne, realizó extensos pronunciamientos sobre tener disposición a ser melancólico en su obra Religio Medici (1643).
Pensamientos Nocturnos (The Complaint: or, Night-Thoughts on Life, Death, & Immortality), es un poema extenso escrito en verso libre por Edward Young fue publicado en nueve partes (o "noches") entre 1742 y 1745, fue muy popular en muchos idiomas. Esta obra tuvo una influencia considerable sobre los primeros románticos en Inglaterra, Francia y Alemania. William Blake fue el encargado de ilustrar una edición posterior.
En las artes visuales, esta moda intelectual melancólica se representa con frecuencia en los retratos de la época, con un modelo que posa en forma de "un amante, con los brazos cruzados y sombrero de ala ancha sobre sus ojos, y el erudito, sentado con la cabeza apoyada en su mano"— en las descripciones extraídas de la portada de la edición de 1638 de Anatomía de Burton, se muestra como era el carácter social de esos personajes. Estos retratos se crean a menudo al aire libre donde la naturaleza ofrece "el fondo más adecuado para la contemplación espiritual" o en un interior sombrío o triste.
En la música, el culto post-isabelino a la melancolía se ha asociado con John Dowland cuyo lema era Semper Dowland, semper dolens (“Siempre decaído, siempre de luto"). El hombre melancólico, conocido por sus contemporáneos como un "descontento", es personificado por el príncipe Hamlet el "Danés Melancólico" ("Melancholy Dane") de Shakespeare.
Un fenómeno similar, aunque se cree que no con el mismo nombre, surgió durante el movimiento alemán Sturm und Drang, con obras como Las cuitas del joven Werther de Goethe o en el romanticismo con obras como Ode on Melancholy de John Keats o en el simbolismo con obras como la Isla de los Muertos de Arnold Böcklin. Ya en el siglo XX, gran parte de la contracultura del modernismo se vio impulsada por una alienación comparable y por una sensación de falta de propósito llamada "Anomia"; preocupación artística temprana en donde la muerte ha pasado bajo la rúbrica del memento mori. La condición medieval de acedia (acedie en inglés) y el romántico Weltschmerz son conceptos similares, lo más probable es que afectara al intelectual.

## Conceptos relacionados en el islam
La palabra árabe ḥuzn y ḥazan[cita requerida] en el Corán y  hüzün y hazin en turco moderno, se refiere al dolor y la tristeza por la pérdida, la muerte de los familiares en el caso del Corán. Dos escuelas interpretan además este sentimiento. El primero lo ve como una señal de que uno está demasiado apegado al mundo material, mientras que el sufismo lo toma para representar un sentimiento de insuficiencia personal, aquel que no está lo suficientemente cerca de Dios y no o que no podría hacer más por Dios en este mundo. El escritor Turco Orhan Pamuk, en su libro Istanbul: Memories and the City, se profundizará más detalladamente sobre el significado de hüzün que ha adquirido en la Turquía moderna. Se ha llegado a denotar una sensación de fracaso en la vida, la falta de iniciativa y la tendencia a retirarse en uno mismo, síntomas muy similares a la melancolía.[cita requerida] De acuerdo con Pamuk este definía el carácter de las obras culturales de Estambul después de la caída del Imperio otomano. Uno puede ver similitudes en como la pintura melancólica romántica occidental a veces usa las ruinas de la época del Imperio romano como telón de fondo.
Siguiendo a los médicos de la Grecia clásica, los antiguos médicos y "psicólogos" árabes medievales también clasifican al ḥuzn como una enfermedad.[cita requerida] Al-Kindi (c. 801–873) lo vincula con los estados mentales de la enfermedad como la ira, la pasión, el odio y la depresión, mientras que el médico persa Avicena (980–1037)  diagnostica ḥuzn en un hombre enfermo de amor, si su pulso aumenta drásticamente cuando se menciona el nombre de la mujer que ama. Avicena sugiere, en notable similitud con Robert Burton, que hay muchas cosas causa de la melancolía, incluyendo el miedo a la muerte, intrigas que rodean la vida de uno, y el amor perdido.[cita requerida] Como remedios, él recomienda tratamientos que aborden tanto las fuentes médicas y filosóficas de la melancolía, incluyendo el pensamiento racional, la moral, la disciplina, el ayuno y el llegar a términos de acuerdo con la catástrofe. 
Los diferentes usos de ḥuzn y hüzün que describen la melancolía desde cierto punto de vista, [cita requerida] muestran similitudes con el diagnóstico de histeria femenina en el caso de los pacientes de Avicena.  